# 李頌恩
李頌恩，JP（1972年8月3日—），香港公務員，現任運輸署署長。她從香港中文大學畢業後加入港英政府政務職系，獲派遣至政府總部及地區等不同領域的決策局及部門工作，包括沙田民政事務處、工業貿易署、發展局工務科等。她曾兩度於運輸科任職，曾應對的士慢駛示威、香港南丫海難和葵青貨櫃碼頭工潮的後續檢討等。她在2023年8月獲港府委任為運輸署署長。

## 早年生活
李頌恩生於1972年8月3日。及後，她曾入讀香港中文大學逸夫書院，於商學院修讀工商管理學學士課程，並在1994年畢業。

## 公務員生涯

### 早年工作
李頌恩在1994年7月1日加入港英政府政務職系，並獲派至布政司署，先後任職於政務科及憲制事務科。及後，她獲調任至政務總署，於沙田區出任政務主任，亦在香港回歸後改稱民政事務助理專員。在1998年，她曾署任沙田民政事務專員，曾在11月陪同行政長官董建華巡視區內的突破青年村，並在12月舉行首個地區《基本法》嘉年華。她在沙田民政事務處任職至2000年初，再被調返政府總部，擔任保安局助理局長。
李在上任後協助港府修訂多條與治安有關的法例，亦曾在2001年代表港府去信《蘋果日報》反駁其對《公安條例》合理性的質疑，以及回應香港立法會對修訂保安員資格的疑慮。另外，她亦有協助港府解釋將非法賣淫的刑罰由罰款加重至監禁後，放寬港澳個人遊配額不會增加非法性交易風險。

### 首長級丙級政務官

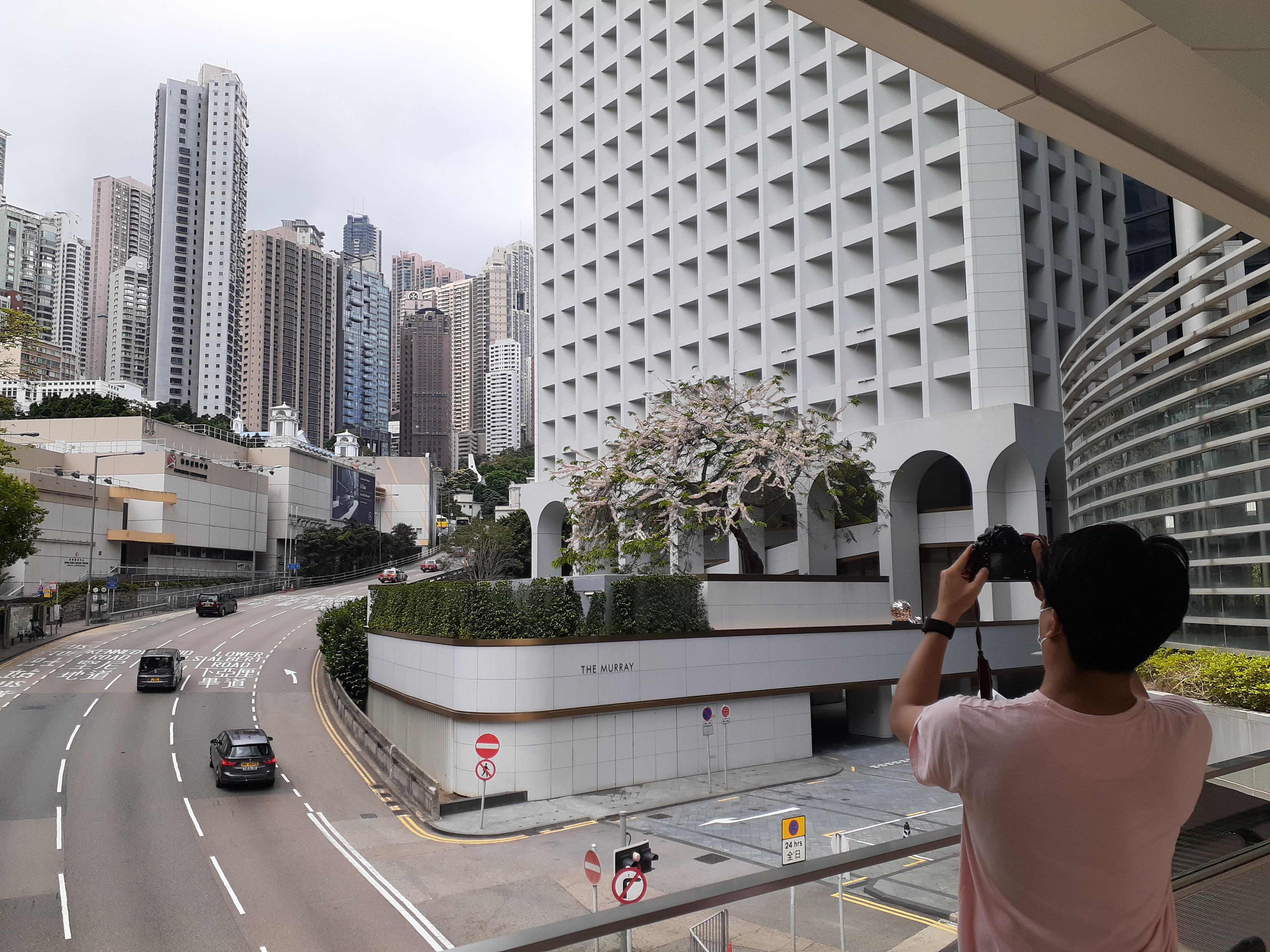
李頌恩曾因約談爭議而令二百輛的士在美利大廈旁花園道慢駛

李頌恩在2005年調任至環境運輸及工務局運輸科，升任首席助理秘書長。因2000年代時國際燃油價格波動，眾多運輸業界工會均在2005年9月促請港府暫免燃油稅，但她斬釘截鐵地向公眾表示因損害港府收入而未能一刀切減稅。另外，李亦因成本壓力而拒絕規定運輸公司必須向身心障礙者提供交通優惠，惹來朝野各派不滿。在2006年3月1日，二百輛的士因她未在接收請願信時未有確定商討打擊白牌車問題的會面時間，而在未經申請下於環運局總部美利大廈附近的花園道慢駛，癱瘓中區交通作抗議。及後，她在2006年香港選舉委員會界別分組選舉中擔任航運交通界的選舉主任。
李在2007年獲調任至工業貿易署，接替羅淑佩擔任助理署長，主責多邊貿易及國際組織事宜。她在2009年及2010年分別統籌港府與欧洲自由贸易联盟及新西兰展開簽訂自由貿易協定的談判。另外，她在任內亦代表港府擔任香港總商會一些委員會的官方委員，以及與其他行業組織共同籌辦專業及聯誼活動。
李在2011年返回政府總部，於食物及衞生局任職首席助理秘書長，接替盧潔瑋負責醫院服務政策。她在任內主要負責監督醫院管理局的營運，並跟進有關醫院事務的事故調查。香港在李上任時面對嚴重的雙非問題危機，在全面堵截阻止內地人來港產子的同時，大量港人在內地的配偶亦因此不能來港分娩，隨即向剛上任的李嚴正抗議。然而，她表明公營醫療系統以服務港人為旨，因此港婦優先是不能移動的底線，必須拒絕保障港人內地孕婦的在港分娩權。另外，她在任內除了處理衛生署診所、健康中心及醫管局醫院的設立及擴建工程之外，亦負責跟進香港中文大學醫院及香港紅十字會輸血服務中心等工程的撥款及進度。在2011年香港選舉委員會界別分組選舉中，她擔任醫學界功能界別的選舉主任。

### 副秘書長

#### 民政事務局

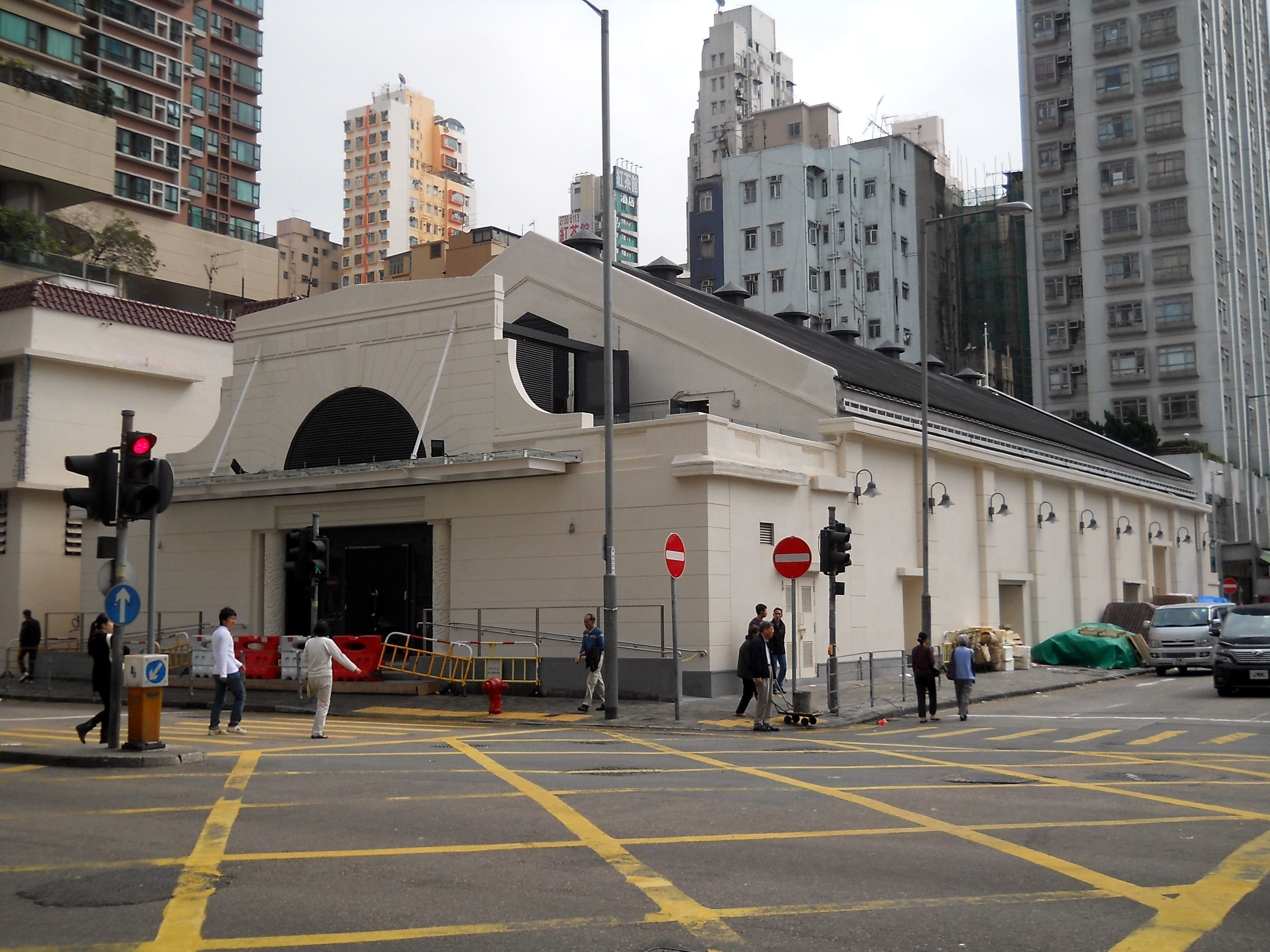
李頌恩為擴建油麻地戲院，曾建議將垃圾收集站及露宿者宿舍重置於同一建築物

李頌恩在2015年4月獲機會晉升民政事務局副秘書長，負責文化事務。她負責統籌康樂及文化事務署設立公立博物館、圖書館、劇院等文化設施，惟她在2016年時提出將上海街垃圾收集站及露宿者之家重置於同一建築物，以騰出空間擴建油麻地戲院，惹來香港立法會強烈不滿而遭否決。然而，儘管李在同年提出將前香港仔消防局改建為香港藝術發展局的永久辦事處備受爭議，但她仍成功爭取撥款3.4億港元作相關工程之用。另外，她亦負責推動香港文化及創意產業發展，更以官守成員身份列席西九文化區管理局的委員會及諮詢會，出席八和會館、香港演藝學院等受資助文藝組織的大型活動，甚至出訪外地為香港建築展覽揭幕。她在2016年確任首長級乙級政務官，並在同年7月獲委任為官守太平紳士。

#### 運輸及房屋局
在2017年10月，李頌恩調任運輸及房屋局運輸科，擔任副秘書長。她主管香港港口及航运政策，並監督海事處的運作。她甫上任就向立法會提出臨時調整編制，研究港口發展策略。同時，她亦支持香港國際貨櫃碼頭研發自動疊貨櫃機器及遙距操控系統等，除加強運作效率外，亦可避免受類似葵青貨櫃碼頭工潮的工業行動影響。她婁被要求公開香港南丫海難的內部調查報告，但她均以涉及私隱及機密而拒絕公開，但就在2018年按調查結果規定船隻必須備有成人及小童兩用救生衣，並同時向受影響船主提供財政資助。另一方面，她為跟進海難的事故檢討，亦與海事處合作修例規定新遊艇必須符合更高的結構要求，部分船類甚至更要加裝甚高頻無線電話、自動識別系統及雷达等設備，惟代表航運交通界的議員易志明大力駁斥做法苛刻擾民。然而，受中美贸易战及2019冠状病毒病疫情影響，香港港口吞吐量在2020年起大跌，李遂申請將其上任時要求的臨時編制改為常規，繼續支援航運政策。編制建議在一片爭議聲中通過，而她亦在2020年12月調離運房局。

#### 發展局

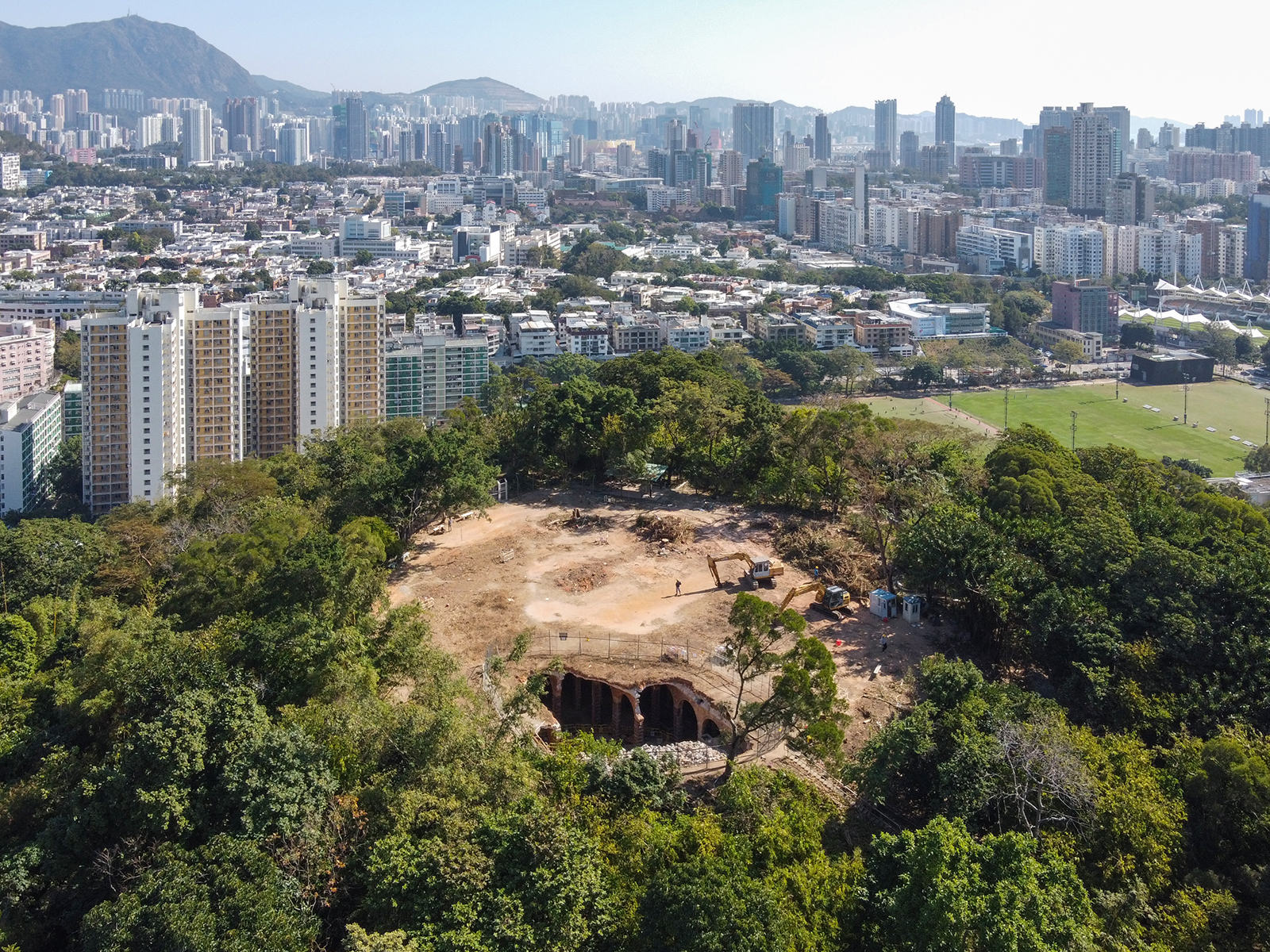
李頌恩曾在古物諮詢委員會會議上交代前深水埗配水庫的狀況

李頌恩在2020年12月改於發展局工務科任職副秘書長，署任首長級乙一級政務官。水務署在2020年10月起動工清拆有逾百年歷史的前深水埗配水庫，當地區民示威抗議下成為全港性風波，李及後承認處理有待改善。她在2021年3月時於古物諮詢委員會會議上指出配水庫已作加固以便向公眾開放，並會研究長遠的活化保育方案。另外，李亦在2021年中提出重訂綠化、園境及樹木管理組的職位加強推行相關政策及措施，惟劉國勳及潘兆平等議員均質疑港府欠缺樹木管理指引，而她則回應管理組已經頒布相關中央實務守則及作業指引，以及工務部門會為新發展區制定專屬的種植樹木指引。在任內，她於2022年4月獲確任首長級乙一級政務官。

### 運輸署署長
港府委任李頌恩自2023年8月28日起出任運輸署署長，接替同月離任的羅淑佩。她在上任不足一周，颱風海葵吹襲香港，在港府發出極端情況指示前後均親自向公眾解釋交通安排，包括優先除障道路清單等，並持續監察狀況直至全面復常。易通行在她任內持續擴大使用至大老山隧道及香港仔隧道等，並按實施情況改進東區海底隧道的道路設計。除此之外，討論多時的三隧分流亦在2023年12月實施，雖然她向公眾表示在多個測試後有信心順利推行，但新收費實施首日即告西區海底隧道收費出錯，政務司司長陳國基更一度就此要求香港警察調查。李隨後致歉並安排退款，亦要求服務供應商就人為錯誤提交報告。
在新政策方面，李於2024年1月強調，透過輸入勞工計劃引入的小巴司機，將不會降低申請駕照的門檻。此外，行人可以直接往對角行走的新型行人過路線亦在同月於沙田沙角街進行試用。同時，香港車輛牌照的申請程序也在同月開始試行全面電子化。
因應港府在蔡玉玲車牌查冊案獲香港終審法院判處敗訴，運輸署在2024年7月推出新的車輛查冊程序，惟申請目的中仍沒有新聞報導供選擇，而涉及重大公眾利益的申請則可向身為署長的李個別申請，她更直言相關條文沒有客觀定義。由李作決定的安排惹來爭議，立法會議員江玉歡及香港記者協會均批評新安排，認為會損害新聞自由。

## 榮譽

### 殊勳
- 官守太平紳士（J.P.）（2016年7月1日－）[2]

### 頭銜
- 李頌恩，JP（Angela Lee Chung-yan, JP，2016年7月1日－）[2]